# Comuna Söderhamn
Söderhamn (Söderhamns kommun) este o comună din comitatul Gävleborgs län, Suedia, cu o populație de 25.442 locuitori (2013).

## Geografie

### Zone urbane
Lista celor mai mari zone urbane din comună (anul 2015) conform Biroului Central de Statistică al Suediei:
| Nr | Zona urbană             | Pop.   |
| -- | ----------------------- | ------ |
| 1  | Söderhamn               | 12.259 |
| 2  | Ljusne                  | 1.946  |
| 3  | Sandarne                | 1.681  |
| 4  | Marmaskogen             | 1.585  |
| 5  | Bergvik                 | 719    |
| 6  | Mohed                   | 550    |
| 7  | Vannsätter              | 444    |
| 8  | Vad, Åsbacka și Långrör | 260    |
| 9  | Vallvik                 | 242    |
| 10 | Trönö                   | 215    |

## Demografie
| \| Evoluția demografică în comuna Söderhamn, 1970–2015 \| Evoluția demografică în comuna Söderhamn, 1970–2015 \| Evoluția demografică în comuna Söderhamn, 1970–2015 \| Evoluția demografică în comuna Söderhamn, 1970–2015 \| Evoluția demografică în comuna Söderhamn, 1970–2015 \| \| ----------------------------------------------------------------------------------------------------- \| --------------------------------------------------- \| --------------------------------------------------- \| --------------------------------------------------- \| --------------------------------------------------- \| \| An \| \| \| Locuitori \| \| \| 1970 \| 1970 \| \| 31867 \| 31867 \| \| 1975 \| 1975 \| \| 32243 \| 32243 \| \| 1980 \| 1980 \| \| 31186 \| 31186 \| \| 1985 \| 1985 \| \| 30288 \| 30288 \| \| 1990 \| 1990 \| \| 29624 \| 29624 \| \| 1995 \| 1995 \| \| 29315 \| 29315 \| \| 2000 \| 2000 \| \| 27675 \| 27675 \| \| 2005 \| 2005 \| \| 26506 \| 26506 \| \| 2010 \| 2010 \| \| 25647 \| 25647 \| \| 2015 \| 2015 \| \| 25785 \| 25785 \| \| Sursa: SCB - Statistika Centralbyrån, Folkmängd efter region, civilstånd, ålder och kön. År 1968–2016 \| \| \| \| \| |      |  |           |       |
| Evoluția demografică în comuna Söderhamn, 1970–2015 |      |  |           |       |
| An |      |  | Locuitori |       |
| 1970 | 1970 |  | 31867     | 31867 |
| 1975 | 1975 |  | 32243     | 32243 |
| 1980 | 1980 |  | 31186     | 31186 |
| 1985 | 1985 |  | 30288     | 30288 |
| 1990 | 1990 |  | 29624     | 29624 |
| 1995 | 1995 |  | 29315     | 29315 |
| 2000 | 2000 |  | 27675     | 27675 |
| 2005 | 2005 |  | 26506     | 26506 |
| 2010 | 2010 |  | 25647     | 25647 |
| 2015 | 2015 |  | 25785     | 25785 |
| Sursa: SCB - Statistika Centralbyrån, Folkmängd efter region, civilstånd, ålder och kön. År 1968–2016 |      |  |           |       |